# Speedway 95
Speedway 95 est un circuit de course automobile ovale de 1/3 de mille (536m) situé à Hermon, Maine aux États-Unis, en banlieue de Bangor. Il doit son nom à la proximité de l'Interstate 95 qui relie le Nouveau-Brunswick (Canada) à la Floride.
La série PASS North s'y est produite de 2001 à 2007 et en 2009.

## Vainqueurs PASS North
- 30 juin 2001 Ben Rowe
- 2 septembre 2001 Ben Rowe
- 22 juin 2002 Scott Chubbuck
- 31 août 2002 Sam Sessions
- 21 juin 2003 Tracy Gordon
- 30 août 2003 Ben Rowe
- 25 avril 2004 Sam Sessions
- 22 août 2004 Scott Chubbuck
- 10 septembre 2005 Cassius Clark
- 11 septembre 2005 Mike Rowe
- 7 mai 2006 Cassius Clark
- 6 mai 2007 Johnny Clark
- 26 août 2007 Richie Dearborn
- 19 avril 2009 Johnny Clark
- 24 août 2014 Cassius Clark
- 14 juin 2015 Mike Rowe